# Slavko Kvaternik

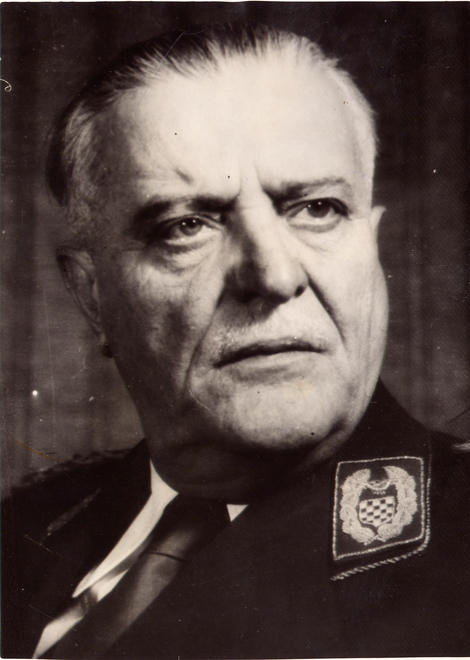
Slavko Kvaternik

Standarte des Vojskovođa, des Marschalls des Unabhängigen Staates Kroatien

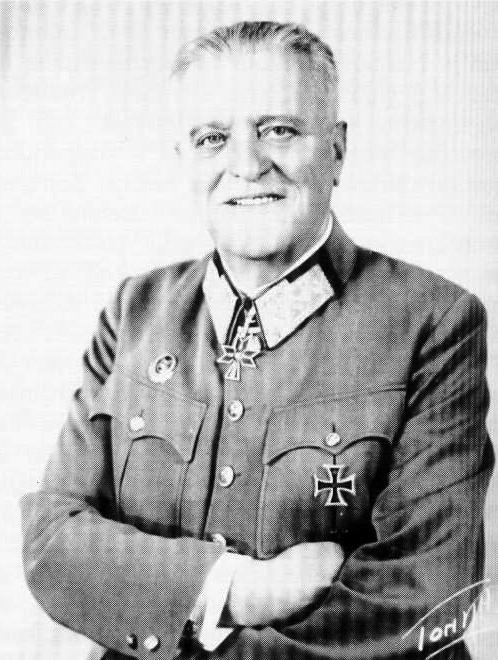
Slavko Kvaternik in Marschalls-Uniform, mit Eisernem Kreuz und Eisernem Dreiblatt (Porträtaufnahme, nach April 1941)

Slavko Kvaternik (* 25. August 1878 in Vučinić Selo, Bezirk Vrbovsko; † 7. Juni 1947 in Zagreb) war ein Offizier der österreichisch-ungarischen Armee, führender Politiker der Ustascha und Marschall (vojskovođa) der Kroatischen Streitkräfte im Zweiten Weltkrieg. Im Unabhängigen Staat Kroatien hatte Kvaternik von April 1941 bis Oktober 1942 das Amt des Kriegsministers inne und war der Stellvertreter des Poglavnik (Führers) Ante Pavelić.

## Leben
Slavko Kvaternik war der Sohn von Ljudevit Kvaternik und seiner Ehefrau Marija, geborene Frank. Er diente während des Ersten Weltkrieges als Offizier in der österreichisch-ungarischen Armee und wurde mit dem Eisernen Kreuz erster Klasse ausgezeichnet. 1918 schloss er sich dem neu gebildeten Nationalrat der Slowenen, Kroaten und Serben an und wurde Kommandeur des Generalstabs. Ende 1918 kommandierte Kvaternik kroatische Einheiten, die ungarische Truppen aus Međimurje vertrieben.
Nach der Versetzung in den Ruhestand im Jahre 1921 begab er sich in die Politik, wo er sich in der kroatischen Ustascha-Bewegung engagierte. Nach dem Einmarsch der deutschen Wehrmacht am 6. April 1941 rief er am 10. April in Zagreb den Unabhängigen Staat Kroatien aus und stellte als Kommandeur der kroatischen Streitkräfte am 11. April die Kroatische Heimwehr (Hrvatsko domobranstvo) auf. Die Ustascha bildete eine Regierung unter der Führung von Ante Pavelić. Kvaterniks Sohn Eugen Dido wurde Geheimdienstchef. Neben diesem hatte er zwei weitere Kinder. Im Oktober 1942 wurde Kvaternik wegen eines Streits mit Ante Pavelić abgesetzt und siedelte nach Österreich über. 
Dort wurde er am 12. Juli 1945, nach dem Zweiten Weltkrieg, von den Amerikanern gefangen genommen und am 9. September 1946 an Jugoslawien ausgeliefert. Er wurde in einem Hochverrats- und Kriegsverbrecherprozess gegen „Slavko Kvaternik und andere“ mit sechs weiteren Angeklagten zum Tode verurteilt und am 7. Juni 1947 in Zagreb durch Erschießen hingerichtet.

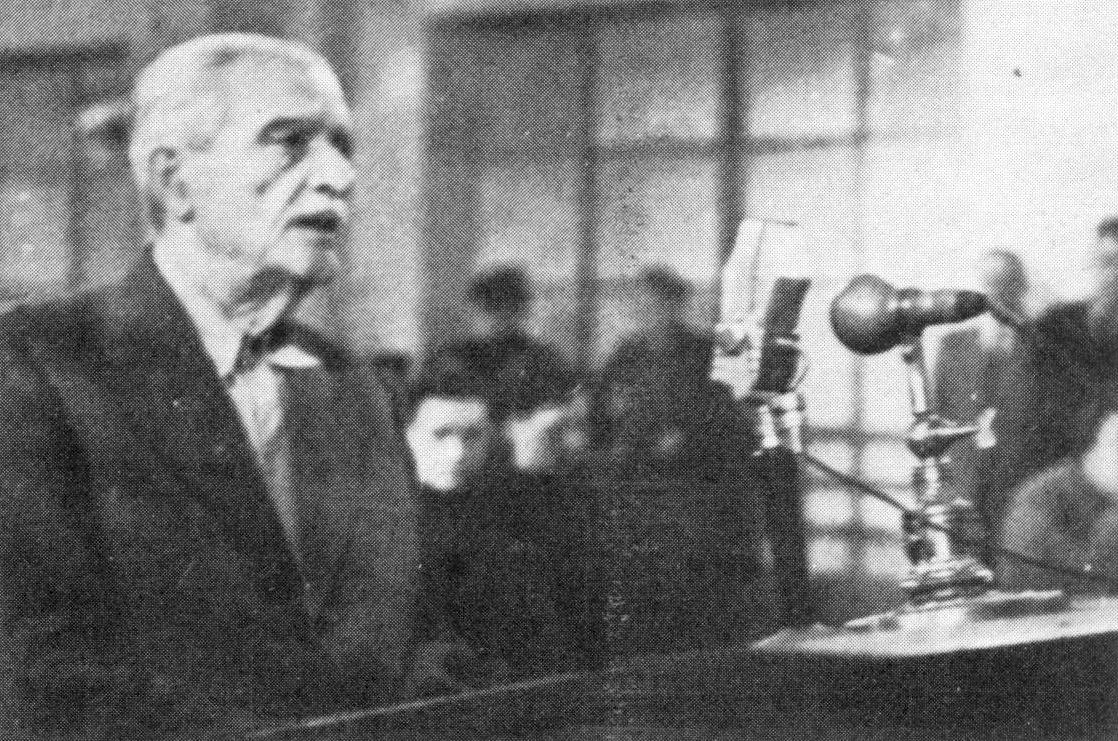
Kvaternik vor Gericht (1947)

Seine letzten Worte, die er im Gefängnis während der Heiligen Woche 1947 schriftlich in einem Brief festhielt, lauteten:

„[...] Alles was ich tat, tat ich in dem Glauben, dass ich für das Wohl meiner kroatischen Kameraden und unserem gemeinsamen Vaterland handelte. [...] Meine letzten Grüße gehen an all meine Lieben, an meine Kinder zuallererst, und dann an meine Freunde und Mitarbeiter, meine Brüder Offiziere, und an alle kroatischen Soldaten bis hin zum jüngsten kroatischen Soldat der bis zu seinem letzten Blutstropfen Wache stehen wird für das ewige Kroatien! Gott und die Kroaten!“

## Auszeichnungen (Auswahl)
- 1914: Eisernes Kreuz I. Klasse
- 1942: Orden vom Eisernen Dreiblatt I. Klasse
- 1942: Großkreuz des Verdienstordens vom Deutschen Adler

## Literatur

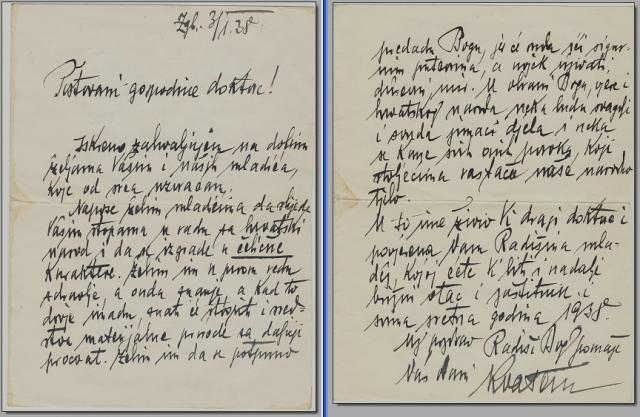
Handschriftlicher Brief Kvaterniks (1938)